# Cylindropuntia wigginsii
Cylindropuntia wigginsii là một loài thực vật có hoa trong họ Cactaceae. Loài này được (L.D.Benson) H.Rob. mô tả khoa học đầu tiên năm 1973.